# Bothrops
Bothrops Wagler, 1824 è un genere di serpenti crotalini appartenente alla famiglia dei viperidi, originario del Centro e del Sud America. Il nome generico deriva dalle parole greche bothros e ops, che significano rispettivamente fossa e occhio o faccia, una chiara allusione ai recettori termici localizzati sul naso dell'animale. Gli individui appartenenti a questo genere sono responsabili della maggior parte delle morti dovute a morsi di serpente nelle zone in cui sono presenti.
Dal loro soprannome "Ferri di lancia" prende anche titolo l'omonimo romanzo di Rex Stout con protagonista Nero Wolfe.

## Descrizione
Questi serpenti sono lunghi tra i 50–70 cm ed i 200 cm. Molti sono caratterizzati dalla presenza di un acuto canthus rostralis.
La disposizione delle squame sulla sommità della testa è estremamente variabile. Il numero di quelle sovraoculari varia da 3 a 14, mentre normalmente ce ne sono 7-8 sopralabiali e 9-11 sottolabiali. Ci sono da 21 a 29 squame dorsali, da 139 a 240 ventrali e da 30 a 86 subcaudali, che sono generalmente divise.

## Distribuzione e habitat
Sono diffuse dal Messico centro-orientale (Tamaulipas) all'Argentina. Alcune specie sono presenti nelle isole di Saint Lucia e Martinica nelle Piccole Antille, oltre che sull'isola di Queimada Grande al largo delle coste del Brasile.

## Biologia
La maggior parte delle specie sono notturne, tranne alcune che ad elevate altitudini sono attive anche di giorno. Possono essere viste durante giornate nuvolose o periodi piovosi. La maggior parte delle vipere Bothrops sono terrestri, anche se tutte sono in grado di arrampicarsi.

### Veleno
Gli appartenenti a questo genere sono responsabili della maggior parte delle morti in Centro e in Sud America più di qualsiasi altro gruppo. Le specie più pericolose sono B. asper e B. atrox. Senza trattamenti sanitari il tasso di mortalità è circa del 7% altrimenti oscilla tra lo 0.5 ed il 3%.
I tipici sintomi di avvelenamento da Bothrops includono dolore immediato, capogiri, nausea, vomito, aumento della sudorazione, cefalea, sanguinamento della zona in cui è avvenuto il morso, necrosi, sanguinamento da naso e gengive, ecchimosi, eritemi, ipotensione, tachicardia, ematemesi, melena, ematuria, emorragie intracerebrali, insufficienza renale e necrosi corticale bilaterale. Normalmente si può presentare un impallidimento del tessuto nella zona colpita che può estendersi al torso o all'estremità dell'arto.
In generale la morte deriva da ipovolemia, insufficienza renale e emorragia intracranica. Le complicazioni comuni includono necrosi e insufficienza renale dovuta a shock ipovolemico.

## Tassonomia
Il genere comprende le seguenti specie:
- Bothrops alcatraz (Marques, Martins & Sazima, 2002)
- Bothrops alternatus (Duméril, Bibron & Duméril, 1854)
- Bothrops ammodytoides (Leybold, 1873)
- Bothrops asper (Garman, 1883)
- Bothrops atrox (Linnaeus, 1758)
- Bothrops ayerbei Folleco-Fernandez, 2010
- Bothrops barnetti Parker, 1938
- Bothrops bilineata (Wied, 1825)
- Bothrops brazili Amaral, 1923
- Bothrops caribbaeus (Garman, 1887)
- Bothrops chloromelas (Boulenger, 1912)
- Bothrops cotiara (Gomes, 1913)
- Bothrops diporus (Cope, 1862)
- Bothrops erythromelas (Amaral, 1923)
- Bothrops fonsecai (Hoge & Belluomini, 1959)
- Bothrops insularis (Amaral, 1921)
- Bothrops isabelae Sandner Montilla, 1979
- Bothrops itapetiningae (Boulenger, 1907)
- Bothrops jararaca (Wied, 1824)
- Bothrops jararacussu Lacerda, 1884
- Bothrops jonathani (Harvey, 1994)
- Bothrops lanceolatus (Bonnaterre, 1790)
- Bothrops leucurus Wagler, 1824
- Bothrops lojanus Parker, 1930
- Bothrops lutzi (Miranda-Ribeiro, 1915)
- Bothrops marajoensis Hoge, 1966
- Bothrops marmoratus Da Silva & Rodrigues, 2008
- Bothrops matogrossensis (Amaral, 1925)
- Bothrops medusa (Sternfeld, 1920)
- Bothrops moojeni Hoge, 1966
- Bothrops muriciensis Ferrarezzi, 2001
- Bothrops neuwiedi (Wagler, 1824)
- Bothrops oligolepis (Werner, 1901)
- Bothrops osbornei Freire-Lascano, 1991
- Bothrops otavioi Barbo, Grazziotin, Sazima, Martins & Sawaya, 2012
- Bothrops pauloensis (Amaral, 1925)
- Bothrops pictus (Tschudi, 1845)
- Bothrops pirajai Amaral, 1923
- Bothrops pubescens (Cope, 1870)
- Bothrops pulchra (Peters, 1862)
- Bothrops punctatus (Garcia, 1896)
- Bothrops rhombeatus (Garcia, 1896)
- Bothrops sanctaecrucis Hoge, 1966
- Bothrops taeniata (Wagler, 1824)
- Bothrops venezuelensis Sandner-Montilla, 1952